# エイワ (菓子メーカー)
株式会社エイワ（英: EIWA Confectionary Co,.Ltd.）は、マシュマロなどの菓子を製造する日本の企業である。

## 沿革
- 1957年 - 東京都渋谷区幡ケ谷原町849番地において、マシュマロの製造販売及び壜缶詰類の販売を目的として設立。
- 1962年 - 東京都府中市是政2-7-7に工場を完成し移転。
- 1966年 - 日本冷凍食品株式会社設立。
- 1970年 - 会社屋号を永和食品株式会社より現在の株式会社エイワに変更し、マシュマロのフルオートシステムを完成。
- 1971年 - 株式会社まほろば設立。
- 1974年 - 独自の製法特許（センター充填装置）により、あんいりマシュマロ（現在の雪わらべ）の製造販売を開始。ヒット商品となる。
- 1984年 - 特殊デポジットライン導入。
- 1986年 - 個包装ライン導入。
- 1991年 - 穂高工場完成。
- 1993年 - 本社を府中市から世田谷区経堂へ移転。
- 1997年 - 穂高ブルワリー開設。
  - ツインオークスを開店。
  - ワッフル製造ラインを導入。
- 2002年 - ISO9001 取得。
- 2004年 - 日本食糧新聞社 第23回食品ヒット大賞にて、「ホワイトマシュマロ」が菓子・パン部門の優秀ヒット賞を受賞。
- 2007年 - 創立50周年。
  - 中国杭州市に愛億華食品有限公司を設立。
- 2008年 - 第25回全国菓子大博覧会（兵庫県）にて 「ホワイトマシュマロ」が全菓博栄誉大賞を受賞。
- 2009年 - 国際規格ISO22000：2005 認証を取得（穂高工場）。
- 2012年 - 国際規格FSSC22000認証を取得（穂高工場）。
- 2013年 - 第26回全国菓子大博覧会（広島県）にて「ホワイトマシュマロ」が名誉総裁賞を受賞。
- 2014年 - エイワマリンプロダクツ株式会社がエイワ食品グループに参入。
- 2016年 - 本社を世田谷区から長野県安曇野市へ移転。
- 2017年 - 東京本部を東京都世田谷区経堂に開設。

## 事業所
本社・穂高工場
長野県安曇野市穂高北穂高2833-1
東京本部・東京営業所
東京都世田谷区経堂1丁目5-4 永和第5ビル
札幌営業所
北海道札幌市北区新川3条5丁目6-5
名古屋営業所
愛知県名古屋市東区東大曽根町37－1 高松ビル4F
大阪営業所
大阪府堺市北区百舌鳥梅町1-4-12 コバショウビル4F

## 主な商品

### マシュマロ
- ホワイトマシュマロ
- アセロラマシュマロ
- いちごマシュマロ
- 抹茶ミルクマシュマロ
- 黒ごまマシュマ
- ブルーベリーマシュマロ
- パイナップルマシュマロ
- 安曇野のわた雪
- ハローキティチョコマシュマロ
- プーさんビッグチョコマシュマロ
- コラーゲンマシュマロ
- オリゴコラーゲンマシュマロ
- コラーゲンマシュマロマスカット
- カルピスマシュマロ
- むにむにだよ！！
  - グレープ味 - 2020年発売
  - コーラ味 - 2021年発売
  - レモン味 - 2022年発売
  - 青りんご味 - 2023年発売
  - ヨーグルト味 - 2023年発売
  - パインアメ味 - 2024年発売 - パイン株式会社との共同開発商品

### その他
- 冷凍食品

## ホワイトデー
ホワイトデーの元祖は諸説あるが、1973年（昭和48年）に不二家とエイワが協力し、チョコレートのお返しにキャンディやマシュマロを贈ろうと『メルシーバレンタイン』キャンペーンを開催したとする新聞記事がある（読売新聞）。その中では“白（ホワイト）には「幸福を呼ぶ」「縁起が良い」という意味がある”ということで、バレンタインデーの1ヶ月後にと称してホワイトデーを設定したと記事は伝えており、最古の記録となっている。

## マシュマロの日
2020年に毎年4月6日を「マシュマロの日」と制定。日付は4月6日を「0406」と見立て「ましまろ＝マシュマロ」と読む語呂合わせと、この日は「白の日」で同社の主力製品「ホワイトマシュマロ」と親和性があること、また新年度が始まる時期にマシュマロを新しく食生活に根付かせたいとの思いから。